# 秦岭耧斗菜
秦岭耧斗菜（学名：Aquilegia incurvata）为毛茛科耧斗菜属下的一个种。

## 扩展阅读
- 維基物種上的相關：秦岭耧斗菜